# CYP17A1
CYP17A1(シトクロム P450 17A1, steroid 17-alpha-monooxygenase 17α-hydroxylase/17,20 lyase/17,20 desmolase) はヒトにおいてCYP17A1 遺伝子がコードする酵素であり、副腎皮質の網状帯に存在する。シトクロムP450はコレステロール、ステロイドなどの脂質の合成や薬物代謝に関する多くの反応を触媒する。 このタンパクは小胞体に局在し、 17alpha-hydroxylase および17,20-lyase 活性をもち、プロゲスチン、ミネラルコルチコイド、グルココルチコイド、アンドロゲン、およびエストロゲンを作るステロイド合成経路の鍵酵素である。 
特に、CYP17A1は プレグネノロン およびプロゲステロン のステロイドD環の17位の炭素に水酸基を付加 (ヒドロキシラーゼ活性)し, あるいは 17-ヒドロキシプロゲステロンおよび  17-ヒドロキシプレグネノロンに作用してステロイド骨格から側鎖を切り離す（リアーゼ活性）。

## 医学上の重要性
この遺伝子の変異は弧発性の仮性半陰陽や先天性副腎過形成症などに関連する
アビラテロンという薬はCYP17A1酵素を阻害することでアンドロゲン合成をブロックし去勢抵抗性前立腺癌の治療に用いられる。 アビラテロンはピリジンの窒素においてヘム鉄と結合し基質に似せた構造をとり酵素の活性部位に結合する。

## ステロイド合成
|  |

|  |

## 参考画像

プレグネノロン
17-ヒドロキシプレグネノロン
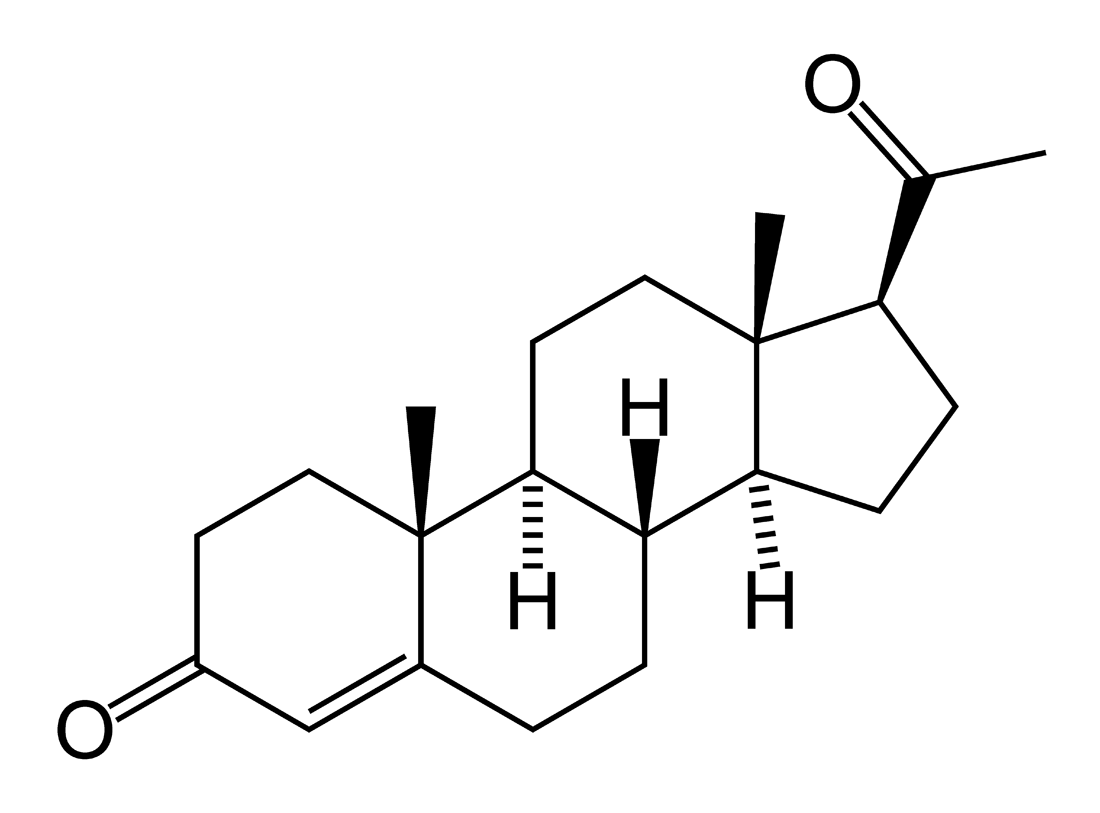
プロゲステロン
17-ヒドロキシプロゲステロン
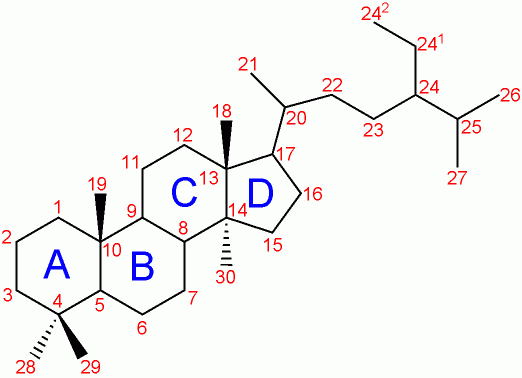
ステロイドの番号

## 読書案内
- Miura K, Yasuda K, Yanase T et al. (1996). “Mutation of cytochrome P-45017 alpha gene (CYP17) in a Japanese patient previously reported as having glucocorticoid-responsive hyperaldosteronism: with a review of Japanese patients with mutations of CYP17”. J. Clin. Endocrinol. Metab. 81 (10):  3797–801. doi:10.1210/jc.81.10.3797. PMID 8855840.
- Miller WL, Geller DH, Auchus RJ (1999). “The molecular basis of isolated 17,20 lyase deficiency”. Endocr. Res. 24 (3–4):  817–25. doi:10.3109/07435809809032692. PMID 9888582.
- Strauss JF (2004). “Some new thoughts on the pathophysiology and genetics of polycystic ovary syndrome”. Annals of the New York Academy of Sciences 997:  42–8. doi:10.1196/annals.1290.005. PMID 14644808.
- Haider S, Patel J, Poojari C, Neidle S (2010). “Molecular modeling on inhibitor complexes and active-site dynamics of cytochrome P450 C17, a target for prostate cancer therapy”. J. Mol Biol 400 (5):  1078–098. doi:10.1016/j.jmb.2010.05.069. PMID 20595043.